# Vía José Agustín Arango
La Avenida José Agustín Arango, es una de las avenidas más importantes de la ciudad de Panamá. Esta calle se extiende del oeste hacia la periferia este de la ciudad. Actúa como una ruta alterna a la Avenida Domingo Díaz.
La Avenida José Agustín Arango se extiende desde la ciudad (parte oeste) hacia la periferia de la ciudad (parte este). La Avenida está dividida en 2 partes, con su parte primaria al oeste abarcando 7.5 kilómetros, y su parte secundaria al este abarcando XX.XX kilómetros. Nace en Chanis proviniendo de la Vía España, al cruzar la intersección con la Avenida Cincuentenario. La calle es temporalmente renombrada a la Avenida José María Torrijos por 5.5 kilómetros, desde que cruza la intersección con la Avenida Domingo Díaz en Pedregal, hasta que se encuentra con la Carretera Panamericana en 24 de Diciembre. La Avenida continúa en una parte menos transitada dirigiéndose a la Provincia de Darién. Esta porción de la calle amplia 37.5 kilómetros, llegando al Distrito de Chepo después de cruzar el Río Pacora. 
Atraviesa por urbanizaciones y barriadas de gran importancia en las afueras de la ciudad, como el área de Juan Díaz. Se encuentra el Estadio Rommel Fernández de fútbol, la Arena Roberto Durán de boxeo, la Ciudad Deportiva Irving Saladino de pista y campo, el Hipódromo Presidente Remón de hípica o equitación, y la Piscina Eileen Coparropa de natación.

## Localidades importantes
- Caja de Ahorros
- P.H. Mystic Towers
- Sertracen
- Plaza Carolina
- Super 99
- Cambio Democrático
- ENSA
- Domino's Pizza
- Escuela de Manejo
- Cementerio Juan Díaz
- CEMED
- COPANAC
- Parroquia San Judas Tadeo
- Centro Comercial Los Pueblos
- Super Xtra
- Plaza El Cruce

- Datos: Q44091344